# Kakifly
Kakifly（日语：かきふらい），一译卡其弗莱，日本男性漫畫家，出身於京都府。其代表作是四格漫畫《K-ON！輕音部》。

## 人物
其筆名「Kakifly」取自於他很討厭的一種食物「炸牡蠣」（かきふらい）。有收集吉他的愛好，《K-ON!》主角平澤唯使用的吉他「Gibson Les Paul」就是他的收藏。左撇子。

## 同人活動
以同人社團「海之幸定食」（海の幸定食）名義進行二次同人創作的活動，曾經參與過《涼宮春日的憂鬱》、《To Heart》等同人誌的作畫，漫畫畫冊的執筆。

## 作品列表

### 連載作品
連載於芳文社Manga Time Kirara、Manga Time Kirara Carat。台灣・香港中文版由尖端出版正式授權發行。
- K-ON！輕音部，原名（《Manga Time Kirara》2007年5月號－2010年10月號，《Manga Time Kirara Carat》2008年4月號、8月號（以上為特別掲載）、10月號－2009年6月號（隔月）、9月号、10月號）
  - K-ON！輕音部 大學篇，原名（《Manga Time Kirara》2011年5月號－2012年7月號）
  - K-ON！輕音部 高校篇，原名（《Manga Time Kirara Carat》2011年6月號－2012年8月號）
- K-ON！Shuffle ，原名（《Manga Time Kirara》2018年8月號－連載中）

### 同人畫冊
- （Neo Comic Series，2004年）
- （Neo Comic Series，2004年）
- ToHeart2 畫冊（ Comics，2005年）
- ToHeart2 畫冊 VOL.16（DNA Media Comics，2007年）（只負責插畫）
- 1（Manga Time KR Comics，2007年）
- 3（Manga Time KR Comics，2008年）（只負責插畫）
- Magi-Cu 4格漫畫 CLANNAD 3（MAGI-CU Comics）（只負責插畫，2008年）
- 1（Manga Time KR Comics，2013年）（裏表紙插畫）

### 單行本
- K-ON！輕音部（Manga Time KR Comics系列，芳文社）

1. 2008年4月26日發行 ISBN 978-4-8322-7693-2
2. 2009年2月26日發行 ISBN 978-4-8322-7781-6
3. 2009年12月18日發行 ISBN 978-4-8322-7869-1
4. 2010年9月27日發行 ISBN 978-4-8322-7943-8

college 2012年9月27日發行 ISBN 978-4-8322-4196-1
highschool 2012年10月27日發行 ISBN 978-4-8322-4209-8

### 同人誌
- Steel Leaf（2003年）※首部同人誌作品，海之幸定食結成前作品
- 。1～4（2004年－2005年）
- 。（2005年）
- （2005年）※18禁
- （2005年）※18禁
- 。1～2（2005年－2006年）
- 。（2006年）
- 。1～6（2006年－2007年）

### 同人活動
- Double Key（ZYTOKINE，2012年）唱片封套插圖

### 其他
- 《加奈日記》電視動畫第8話ENDCARD
- 《K-ON輕音少女插畫精選大全 VOL.1》（けいおん!超イラストレーションズ!vol.1）（2010年1月27日發行，芳文社）
- 廣島東洋鯉魚報紙廣告漫畫（《中國新聞》2013年2月1日刊）－與田中宏（日语：田中宏）、戶田勝之、川原正敏（日语：川原正敏）、安彥良和、乾良彥（日语：乾良彦）、川口開治、野村宗弘（日语：野村宗弘）、貞安圭、東風孝廣（日语：東風孝広）合作
- 《悠悠式》電視動畫第8話ENDCARD

## 外部連結
- http://www.kakifly.com/（页面存档备份，存于）（2011年7月29日公告關閉）（日語）
- Kakifly在動畫新聞網百科全書中的資料（英文）（英文）